# Bipiramidă pătrată giroalungită
În geometrie bipiramida pătrată giroalungită sau antiprisma pătrată tetrakis este un poliedru convex construit prin giroalungirea unei bipiramide pătrate prin inserarea unei antiprisme pătrate între bazele piramidelor (bazele antiprismei și ale piramidelor trebuie să fie congruente). Dacă fețele sunt regulate, este poliedrul Johnson (J17 ) Având 16 fețe, este un hexadecaedru care nu este nici regulat, nici uniform.
Având toate fețele triunghiulare, este unul dintre cele opt deltaedre strict convexe.

## Mărimi asociate
Următoarele formule pentru înălțime h, arie A și volum V sunt stabilite pentru lungimea laturilor tuturor poligoanelor (care sunt regulate) a:
{\displaystyle h=\left({\sqrt {\frac {1}{\sqrt {2}}}}+{\sqrt {2}}\right)a\approx 2,255110\,a\,,}
{\displaystyle A=4{\sqrt {3}}\,a^{2}\approx 6,928203\,a^{2},}
{\displaystyle V={\frac {{\sqrt {2}}+{\sqrt {4+3{\sqrt {2}}}}}{3}}\,a^{3}\approx 1,428405\,a^{3}.}

## Poliedru dual
Dualul bipiramidei pătrate giroalungite este trapezoedrul trunchiat pătrat, care are 10 fețe: 8 pentagoane și 2 pătrate.
| Dualul bipiramidei pătrate giroalungite | Desfășurata dualului |
| --------------------------------------- | -------------------- |
|                                         |                      |